# Психоаналітичний щоквартальник (США)
Психоаналітичний щоквартальник (англ. The Psychoanalytic Quarterly) — щоквартальний академічний журнал з психоаналізу, заснований у 1932 році, а з 2018 року видається Тейлором і Френсісом. Журнал описує себе як «найстаріший незалежний психоаналітичний журнал в Америці». Поточний головний редактор — Джей Грінберг (Інститут Вільяма Алансона Уайта).

## Історія
Психоаналітичний щоквартальник заснували Доріан Фейгенбаум, Бертрам Девід Левін, Франквуд Вільямс і Грегорі Зілборг. У першому номері вони описали цілі журналу:
Цей квартальник буде присвячено теоретичному, клінічному та прикладному психоаналізу. Його було створено, щоб задовольнити потребу в суто психоаналітичному органі в Америці... Буде підтримуватися тісна співпраця з колегами за кордоном. Водночас головна мета журналу — стимулювати американську роботу та надати їй вихід.}} 

Головною статтею першого випуску була «(англ.)Libidinal Types by Freud», одна з трьох статей Фрейда, перекладених Едіт Бенфілд Джексон і опублікованих у журналі в перший рік його виходу. Однак новий журнал засмутив Ернеста Джонса в Англії, який вважав його конкурентом «Міжнародному журналу психоаналізу», який він редагував. За новим журналом також уважно стежили Сміт Елі Джеліфф і Вільям Алансон Уайт з Національної психологічної асоціації психоаналізу, яка опублікувала психоаналітичний огляд:
The Quarterly [...] дуже чудовий, і я хотів би, щоб вони продовжили це робити. Я підозрюю, що Левін і його ворони потрапили б у гарячу воду, якби хтось прочитав його газету і захопився порнографічними речами; вони можуть зробити його дуже гарячим. Я не знаю, чи варто попереджати про це Фейгенбаума, оскільки це може включати й інших, оскільки ви знаєте, що шляхта RC не спить. Особливих перспектив у Квартальника немає. Їм доведеться покопатися в джинсах або знайти ангела...